# The Chronicles of Bloom Center
The Chronicles of Bloom Center è un serial cinematografico del 1915 in dieci episodi, diretto da Marshall Neilan e, nei vari episodi, da Sidney Smith e Burton L. King. Ambientato in un villaggio rurale del New England, racconta con toni comici le disavventure dei suoi abitanti, tra i quali ci sono Margaret Tate, direttrice del giornale locale; Ira Pash, il direttore dell'ufficio postale; l'agente Plum, responsabile dell'ordine pubblico; Chubby Green, fomentatore di disastri.

## Produzione
Il serial fu prodotto dalla Selig Polyscope Company.

## Distribuzione
Fu distribuito nelle sale dalla General Film Company.

### Episodi diThe Chronicles of Bloom Center
- Landing the Hose Reel, regia di Marshall Neilan - 14 ottobre 1915
- Shoo Fly, regia di Burton L. King - 25 ottobre 1915
- The Come Back of Percy, regia di Marshall Neilan - 8 novembre 1915
- A Thing or Two in Movies, regia di Marshall Neilan - 22 novembre 1915
- The Run on Percy, regia di Sidney Smith (1915)
- Perkin's Pep Producer, regia di Sid Smith (Sidney Smith) (1915)
- The Manicure Girl, regia di Burton L. King (1916)
- Spooks, regia di Sidney Smith - 8 gennaio 1916
- No Sir-ee Bob!, regia di Sid Smith (1916)
- When the Circus Came to Town, regia di Sidney Smith - 22 gennaio 1916
- Apple Butter, regia di Sidney Smith - 29 gennaio 1916